# Bakhornet
Bakhornet är en bergstopp i Antarktis. Den ligger i Östantarktis. Norge gör anspråk på området. Toppen på Bakhornet är 2 250 meter över havet.
Terrängen runt Bakhornet är huvudsakligen kuperad, men åt nordost är den bergig. Trakten är obefolkad. Det finns inga samhällen i närheten. 